# Australian Ballet
L'Australian Ballet és la companyia nacional de dansa d'Austràlia. Va ser fundada l'any 1962, realitzant la primera presentació al Her Majesty's Theatre de Sydney. Actualment la Companyia, amb seu a Melbourne, realitza regularment esdeveniments a les majors ciutats d'Austràlia i del món, juntament amb la temporada ordinària al Victorian Arts Centtre de Melbourne. Quan es troba a Sydney, les seves representacions es fan al Sydney Opera House, mentre que quan realitza funcions a Brisbane, ho fa en el Teatre Líric del Queensland Performing Arts Centre.